# Chyler Leigh
Chyler Leigh West (nacida Potts; Charlotte, Carolina del Norte; 10 de abril de 1982) es una actriz, cantante y modelo estadounidense, conocida por su papel de Lexie Grey en Anatomía de Grey (ABC) y la Agente Alexandra Danvers, también hermana adoptiva de Supergirl en la serie del mismo nombre. Trabajó en la serie Taxi Brooklyn, interpretando a la detective Caitlyn Sullivan.

## Biografía

### Inicios
Chyler Creció en Virginia hasta los 12 años, donde sus padres tenían un negocio dietético y luego del divorcio de sus padres (cuando ella contaba con doce años) se mudó a Miami Beach. Tiene un hermano de nombre Christopher Khayman Lee (conocido por su rol en la serie infantil Power Rangers). Estudió en el Trentwood Elementary y también en el Great Neck Middle School. Luego de concluir sus estudios ya había comenzado la preparatoria, pero finalmente a los 16 años decidió seguir una carrera en la actuación. Es recordada también por haber sido modelo y anfitriona del programa Hall Pass en 1996. Fue a esa edad que Chyler Leigh comenzó a trabajar como modelo de comerciales participando en campañas publicitarias para Coca Cola y Wendy's, entre otras marcas, y además fue modelo de catálogos y revistas.

## Carrera
En 2001 apareció en No es otra estúpida película americana y en el videoclip de Tainted Love, de Marilyn Manson. En 2002 participó en Girls Club y That 80's show. Apareció en Reunion (Warner Bros.) y es realmente conocida por su papel de la cirujana Lexie Grey en Grey's Anatomy, cuyo personaje se relaciona con Mark Sloan, interpretado por Eric Dane. Al final de la temporada 8 su personaje muere en el último capítulo, llamado "Flight". "A comienzos de este mismo año decidí que la octava temporada de 'Anatomía de Grey' sería la última para mí. Me reuní con Shonda y trabajamos juntas para darle a Lexie un final apropiado", ha comentado Leigh en unas declaraciones a 'TVLine'.[cita requerida]  Además, la actriz ha aprovechado para deshacerse en halagos hacia todos sus compañeros y se ha mostrado muy agradecida de haber formado parte del mundo creado por Rhimes: "Soy muy afortunada de haber podido trabajar con este increíble equipo durante cinco temporadas. Mi experiencia en 'Anatomía de Grey' es algo que atesoraré el resto de mi vida". Asimismo, el sentimiento de la creadora de la serie hacia Leigh es mutuo y, como la propia Rhimes anunció nada más emitir el episodio en el que fallecía el personaje, la decisión de darle salida no fue para nada fácil. "Discutimos mucho sobre ello y finalmente ambas decidimos que era el momento correcto para darle un final a la historia del personaje". 

## Televisión
En 1997 Chyler Leigh obtuvo el papel protagónico en la comedia deportiva Academia de Kickboxing,  y además actuó en la serie Kinetic City Super Crew. Ya a finales de la década de los noventa interpreta el personaje de Grace Smith en la serie Saving Graces y también tuvo un rol recurrente en la serie televisiva Safe Harbor en el papel de Jamie Martin. 
En 2000 apareció en Wilder Days y también actuó en un episodio de M.Y.O.B. Chyler Leigh actuó en tres episodios de la recordada serie 7th Heaven y fue en 2001 que obtuvo el papel protagónico de Janey Briggs en la comedia adolescente “No es otra tonta película americana”, actuando junto a Chris Evans y Jamie Pressly. La cinta fue una suerte de parodia a las tantas películas de adolescentes, burlándose de los clichés y situaciones repetitivas que abundaron durante los noventa y le dio mayor notoriedad a Chyler.
Para 2002 Chyler Leigh se integró al reparto de la serie That 80s Show actuando en un total de 13 episodios en el papel de June Tuesday. Ese año también tuvo un papel recurrente en Girls Club interpretando a Sarah Mickle.
Un año después, siguiendo su carrera como actriz de televisión, se unió al elenco de la serie de TV El Abogado interpretando el personaje de Claire Wyatt.
En 2004 Chyler Leigh sólo hizo una aparición en un episodio de la serie North Shore, mientras que en 2005 formó parte del elenco de la serie televisiva Reunion actuando en las temporadas de 2005 a 2006.
Para 2010 volvió a trabajar en una película, esta vez en el drama The 19th Wife. Paralelamente a su trabajo en otras producciones ya se había integrado al reparto de la exitosa serie Grey’s Anatomy desde 2007 hasta 2012 en el papel de la media hermana de Meredith Grey, Lexie Grey. Su aparición final fue en el episodio "Flight" de la octava temporada. En 2021 regresó brevemente a la serie durante la decimoséptima temporada. 
En 2012 protagonizó junto a Stephen Dorff la película de acción y suspense Brake.
En 2014 protagoniza a una policía de Brooklyn en la serie Taxi Brooklyn.
En 2016 empieza a coprotagonizar la serie Supergirl, encarnando a la hermana adoptiva de Supergirl, Alex. La serie finalizó en 2021 tras seis temporadas. En 2017, Leigh también interpretó al personaje en los episodios crossover de "Crisis on Earth-X" en las otras series del Arrowverso, Arrow, The Flash y Legends of Tomorrow. En 2020, apareció como Alex en el episodio crossover "Crisis on Infinite Earths, Part Five" de Legends of Tomorrow. En 2021, fue confirmada su aparición como Alex Danvers / Sentinel en la temporada 8 de The Flash.

## Vida personal
Chyler Leigh está casada con el también actor Nathan West, a quien conoció durante el rodaje de la película “No es otra tonta película americana” en 2001. Se casaron el 20 de julio de 2002 y tienen tres hijos: Noah Wilde nacido en diciembre de 2003, Taelyn Leigh nacida en septiembre de 2006, y una segunda niña llamada Anniston Kae nacida en mayo de 2009, siete días antes del inicio de la quinta temporada de Grey’s Anatomy.
Estuvo en la portada de la revista Stuff junto a Mia Kirshner. A sus 23 años ya había trabajado en nueve diferentes series, también fue incluida en el ranking de las mujeres más hermosas del mundo por la revista Stuff en 2002.
Chyler Leigh es la mejor amiga de Melissa Benoist y los hijos de Chyler Leigh llaman a Melissa Benoist "tía Melissa".

## Cine
| Año  | Película               | Papel           |
| ---- | ---------------------- | --------------- |
| 1997 | Kickboxing Academy     | Cindy           |
| 2001 | Not Another Teen Movie | Janey Briggs    |
| 2010 | 19th Wife              | Ann Eliza Young |
| 2012 | Brake                  | Molly Reins     |
| 2013 | Window Wonderland      | Sloan Van Doren |

## Filmografía
| Año             | Título                   | Papel                   | Notas |
| --------------- | ------------------------ | ----------------------- | --- |
| 2017, 2020      | DC's Legends of Tomorrow | Alex Danvers / Sentinel | 2 episodios                                                                                                   |
| 2017, 2021      | The Flash                | Alex Danvers / Sentinel | 4 episodios                                                                                                   |
| 2017            | Arrow                    | Alex Danvers / Sentinel | Episodio: "Crisis on Earth-X, Part 2"                                                                         |
| 2015−2021       | Supergirl                | Alex Danvers / Sentinel | 124 episodios                                                                                                 |
| 2014            | Taxi Brooklyn            | Caitlyn 'Cat' Sullivan  | 12 episodios                                                                                                  |
| 2012            | Private Practice         | Lexie Grey              | Episodio: "You Break My Heart"                                                                                |
| 2007−2012, 2021 | Grey's Anatomy           | Lexie Grey              | Invitada (Temporada 3; 2 episodios) Principal (Temporada 4-8; 110 episodios) Invitada Especial (Temporada 17) |
| 2005−2006       | Reunion                  | Carla Noll              | 13 episodios                                                                                                  |
| 2004            | North Shore              | Kate Spangler           | Episodio: "My Boyfriend's Back"                                                                               |
| 2003            | The Practice             | Claire Wyatt            | 10 episodios                                                                                                  |
| 2002            | Girls Club               | Sarah Mickle            | 10 episodios                                                                                                  |
| 2002            | That '80s Show           | June Tuesday            | 13 episodios                                                                                                  |
| 2000            | M.Y.O.B.                 |                         | Episodio: "Bad Seed"                                                                                          |
| 2000            | Wilder Days              | Rip                     | |
| 2000            | 7th Heaven               | Frankie                 | Episodios: "Blind", "Busted" y "Losers"                                                                       |
| 1999            | Safe Harbor              | Jamie Martin            | 10 episodios                                                                                                  |
| 1999            | Saving Graces            | Grace Smith             | |

## Premios
| Año  | Premio                 | Categoría                | Resultado |
| ---- | ---------------------- | ------------------------ | --------- |
| 2002 | Young Hollywood Awards | Exciting New Face-Female | Ganadora  |